# Carol Morris
Carol Ann Laverne Morris (n. 8 de abril de 1936, Omaha) es una modelo, reina de belleza, titular de Miss Iowa 1956, Miss USA 1956 y reina ganadora de Miss Universo 1956, siendo así la segunda reina norteamericana en coronarse Miss Universo, la primera fue Miriam Stevenson en 1954.

## Vida
Carol ha vivido en ciudades como Omaha (ciudad donde nació), después su familia se mudó a la ciudad de Fort Scott en Kansas donde hizo sus estudios primarios.
Luego llegaron a la ciudad de Ottuwa en Iowa donde hizo su secundaria en High Ottuwa School donde alcanzó el 4° lugar de 300 estudiantes en su graduación.
Morris además ganó una competición de natación y lo que le dio la oportunidad de ser salvavidas.
Luego estudió en Drake University donde se enteró de su participación de Miss Iowa 1954 en Miss America 1954 en la cual deslumbró al público cuando en la competición de Talento tocó en su violín la canción Stardust.

## Miss USA 1956
En Long Beach (California), y junto a 43 candidatas, ella en representación de Iowa concursó en el certamen de belleza de Miss USA 1956.

### Cuadro de Ganadoras de Miss USA 1956
- Miss USA 1956: Carol Morris, ( Iowa)
  - 1° finalista: Betty Cherry, ( Carolina del Sur)
  - 2° finalista: Nancy McCollum, ( Arkansas)
  - 3° finalista: Shari Lewis, ( Nebraska)
  - 4° finalista: Jo Dobson, ( Texas)

## Miss Universo 1956

### Cuadro de Semifinalistas
| Final resultado    | Contestante / delegada                      |
| ------------------ | ------------------------------------------- |
| Miss Universo 1956 | - Estados Unidos - Carol Ann Laverne Morris |
| 1° finalista       | - Alemania - Marina Orschel                 |
| 2° finalista       | - Suecia - Ingrid Goude                     |
| 3° finalista       | - Inglaterra - Iris Alice Kathleen Waller   |
| 4° finalista       | - Italia - Rossana Galli                    |